# Visit of love
「Visit of love」（ビジット・オブ・ラブ）は2008年1月23日にリリースされた、タイナカサチの7枚目のシングル。
「Visit of love」は翌月リリースされたアルバム『Love is...』に収録されている。尚カップリングの「With〜春夏秋冬」はアルバムには未収録である。NHK サラリーマンNEO Season 5 (2010年4月 - 9月放送) 内の連続コント「夜の連続テレビ小説・二人三脚」の挿入歌として使用された。

## 収録曲
1. Visit of love
  - 作詞・作曲：タイナカサチ、編曲：河野伸
  - 日本海テレビ制作UHF29局ネット『プリン・ス』2008年2月度エンディングテーマ
2. With〜春夏秋冬
  - 作詞・作曲：タイナカサチ、編曲：羽毛田丈史
  - 映画『ペルソナ』挿入歌
3. Visit of love-instrumental-
4. With〜春夏秋冬-instrumental-